# 学園町 (東久留米市)
学園町（がくえんちょう）は、東京都東久留米市の町域。

現行行政地名は　学園町一丁目から学園町ニ丁目。

郵便番号は203-0021。

## 地理
東久留米市の北東部。
街区北東部境界に西武池袋線が存在。街区内に立野川が存在する。
東から時計回りに、西東京市ひばりが丘、東久留米市ひばりが丘団地、東久留米市南沢、東久留米市本町、東久留米市浅間町、に隣接する。

### 河川
- 立野川

## 小・中学校の学区
市立小・中学校に通う場合、学区は以下の通りとなる。

2025年4月現在
| 丁目   | 番地                                  | 小学校     | 変更承認区域 |
| ------ | ------------------------------------- | ---------- | ------------ |
| 一丁目 | 1～3番 4番6～25号 8番74号             | 第六小学校 | 第二小学校   |
| 一丁目 | 4番〜8番 (4番6号～25号 8番74号を除く) | 第六小学校 |              |
| 一丁目 | 9番～                                 | 第六小学校 |              |
| 二丁目 | 全域                                  | 第六小学校 |              |

| 丁目   | 番地                                  | 中学校   | 変更承認区域 |
| ------ | ------------------------------------- | -------- | ------------ |
| 一丁目 | 1～3番 4番6～25号 8番74号             | 南中学校 |              |
| 一丁目 | 4番〜8番 (4番6号～25号 8番74号を除く) | 南中学校 |              |
| 一丁目 | 9番～                                 | 南中学校 |              |
| 二丁目 | 全域                                  | 南中学校 |              |

## 交通

### 鉄道
| 隣接地域に存在する駅             |
| -------------------------------- |
| 西武池袋線 - ひばりヶ丘駅(SI 13) |

西武池袋線ひばりが丘駅が至近の利用圏内となる。

### バス
- 西武バス滝山営業所

…が周辺の路線を運行している。

### 道路
- 笠松坂通り

## 施設

### 学園町一丁目
- 学校法人自由学園